# Euphyia sintenisi
Euphyia sintenisi là một loài bướm đêm trong họ Geometridae.